# لعبة دمار أونلاين
لعبة دمار أونلاين (بالإنجليزية: Damar Online)‏ لعبة موبايل عربيّة بالكامل، من تطوير ونشر شركة جيم باور سفن، المتخصصة في مجال الألعاب الإلكترونية العربيّة. تندرج اللعبة تحت نمط الألعاب الاستراتيجية الجماعية، التي تركّز في جوهرها على البناء، أو كما تُعرف باسم"combat city builder"، حيث يستطيع اللاعب بناء مملكته الخاصة، تطويرها، والدفاع عنها ضد الهجمات المتوقعة من اللاعبين الآخرين، وهي تتشابه من هذه الناحية مع لعبة كلاش أوف كلانز العالمية.
تضم اللعبة عشرة شخصيات رئيسية تختلف من حيث مهاراتها القتالية، وقوتها الهجومية، فيما يشكل بعضها عنصرًا أساسيًا سيحتاج إليه اللاعب في بناء حصونه وتطويرها، وهو ما يحتمّ عليه أيضًا البحث عن الموارد باستمرار، حيث سيحصل من خلال الهجوم على خصومه والقضاء عليهم.
تتطلب دمار أونلاين مهارات إستراتيجية لدى اللاعب، وهو ما سيساعده على تحديد الوقت المناسب للهجوم، واختيار أفضل الطرق وأسرعها لتطوير مملكته، وعبر استمراره في اللعب، سيتمكن من زيادة موارده ثم استثمارها في تعزيز دفاعته وتطوير حصنه.
القوائم العربيّة التي تظهر منذ تسجيل اللاعب دخوله في اللعبة، تمكّنه من فهم تفاصيل اللعبة الدقيقة، أما أسماء الأدوات والشروحات المتوفرة عنها تساعده في استيعابها بشكل أكبر.
تحتوي دمار أونلاين على أربعة أنظمة لعب أساسيّة هي؛ نظام القتل الثنائي، نظام الصداقة، نظام تطوير الأبنية، نظام تطوير الجنود، وهي تساعد اللاعب في تطوير أدائه باللعبة، والحصول على المزيد من الموارد والتي تضمن استمراره في اللعب.
يُقدر حجم تحميل لعبة دمار أونلاين بحوالي 82 ميغابايت، وتدعم الشركة العربيّة اللعبة بتحديثات دوريّة مستمرة، كما يستطيع اللاعب التواصل مع الدعم الفنيّ باللغة العربيّة لطلب حلول لمشاكله وتجاوز الصعوبات التي يعاني منها أثناء اللعب.

## قصة اللعبة
تعود أحداث دمار أونلاين إلى حقبة زمنية بعيدة، وتروي قصة ملكٍ نبيل يحكم مقاطعة تُعرف باسم "فاليريا"، حيث كان يحظى باحترام ومحبة جميع سكانها؛ لطيب أخلاقه، عدالته، وعطائه الوفير.
أشرف الحاكم بنفسه على بناء قلعته، وأمرَ بترصيعها بالياقوت، الذهب والألماس، فكانت واحدة من عجائب زمانها، والتي أثارت بدورها غيرة تنين ضخم اِقتحمها وأحرق معظم أركانها، كما نهب ما فيها من جواهر نفسية ومقتنيات فاخرة، ثم أشعل النيران في المدنية كُلها حتى بدت كبحيرة من الذهب.
في صباح اليوم التالي، ظهر الملك بعدما تمكّن من الهرب عبر سرداب سريّ في القلعة، وخاطب سكان القرية، ممن بقيَ منهم على قيد الحياة، وطالبهم بالوقوف جنبًا إلى جنب في مواجهة التنين واسترداد ما هو من حقّ المدينة، فتأهبّ السكان، وسرعان ما تحولوا إلى جنود، بدؤوا ببناء حصونهم وتعزيز دفاعاتهم.
عثر المقاتلون في سعيهم لتعزيز قوّتهم على كتاب يُدعى "أرميتاج"، يحوي على مجموعة من الوصفات السحريّة التي يؤدي تطبيقها إلى استدعاء وحوشٍ من عوالم أخرى عبر بوابة سحريّة، ثم تأهبوا لبدء هجوم مضاد على التنين العملاق.